# 大村車両基地駅
大村車両基地駅（おおむらしゃりょうきちえき）は、長崎県大村市宮小路三丁目にある、九州旅客鉄道（JR九州）大村線の駅である。

## 概要
2022年（令和4年）9月23日に西九州新幹線武雄温泉駅 - 長崎駅間の開業日に、熊本総合車両所大村車両管理室（大村車両基地）と隣接する松原駅 - 竹松駅間に開業した。当駅は大村市がJR九州側に設置を求めた請願駅であり、設置費用は大村市が負担している。

## 歴史
- 2020年（令和2年）11月26日：駅名を「大村車両基地駅（おおむらしゃりょうきちえき）」に決定[2]。
- 2022年（令和4年）9月23日：開業[1][2][3]。
- 2025年（令和7年）度：ICカード「SUGOCA」を導入（予定）[5]。

## 駅構造
単式ホーム1面1線を有する地上駅。無人駅であるが、自動券売機が設置されている。

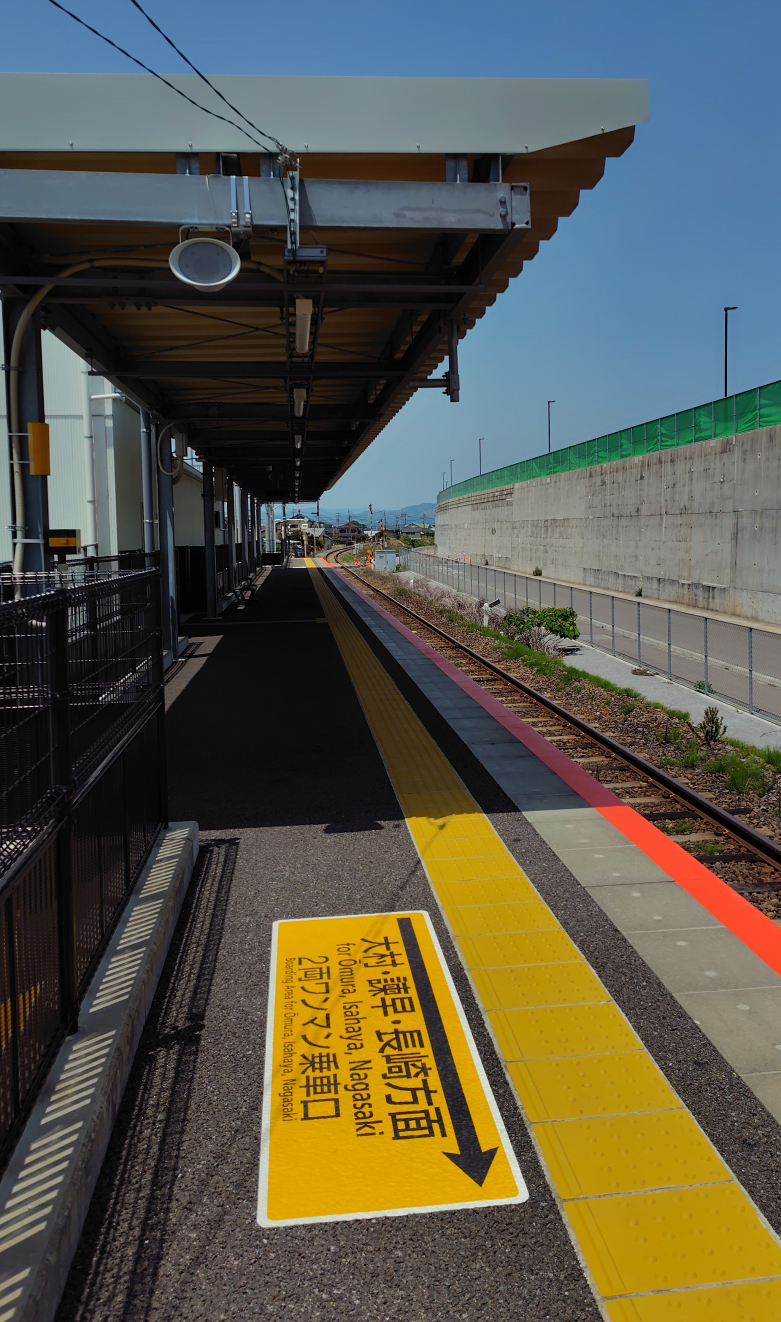
大村車両基地1番線ホーム 早岐方 （2025年5月）

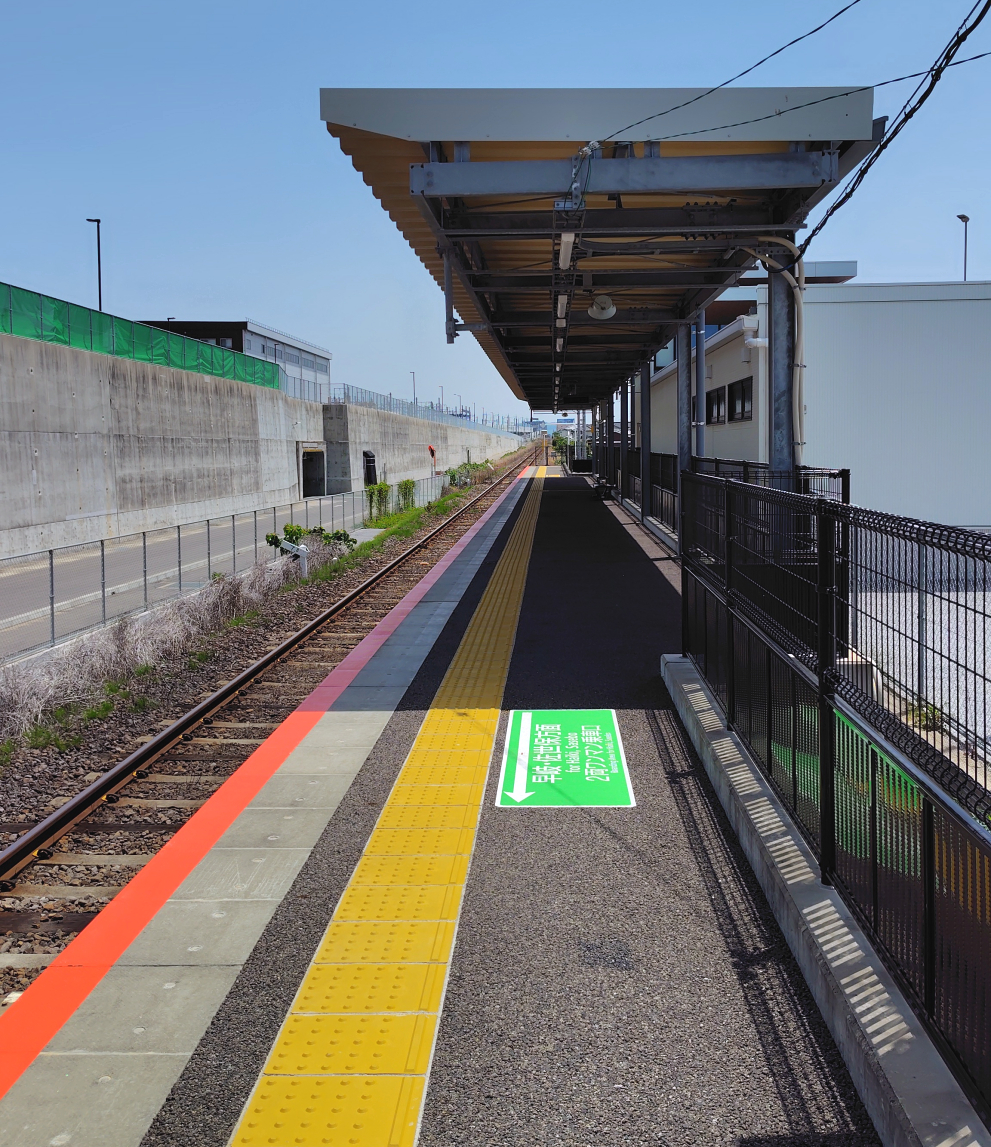
大村車両基地1番線ホーム 諫早方（2025年5月）

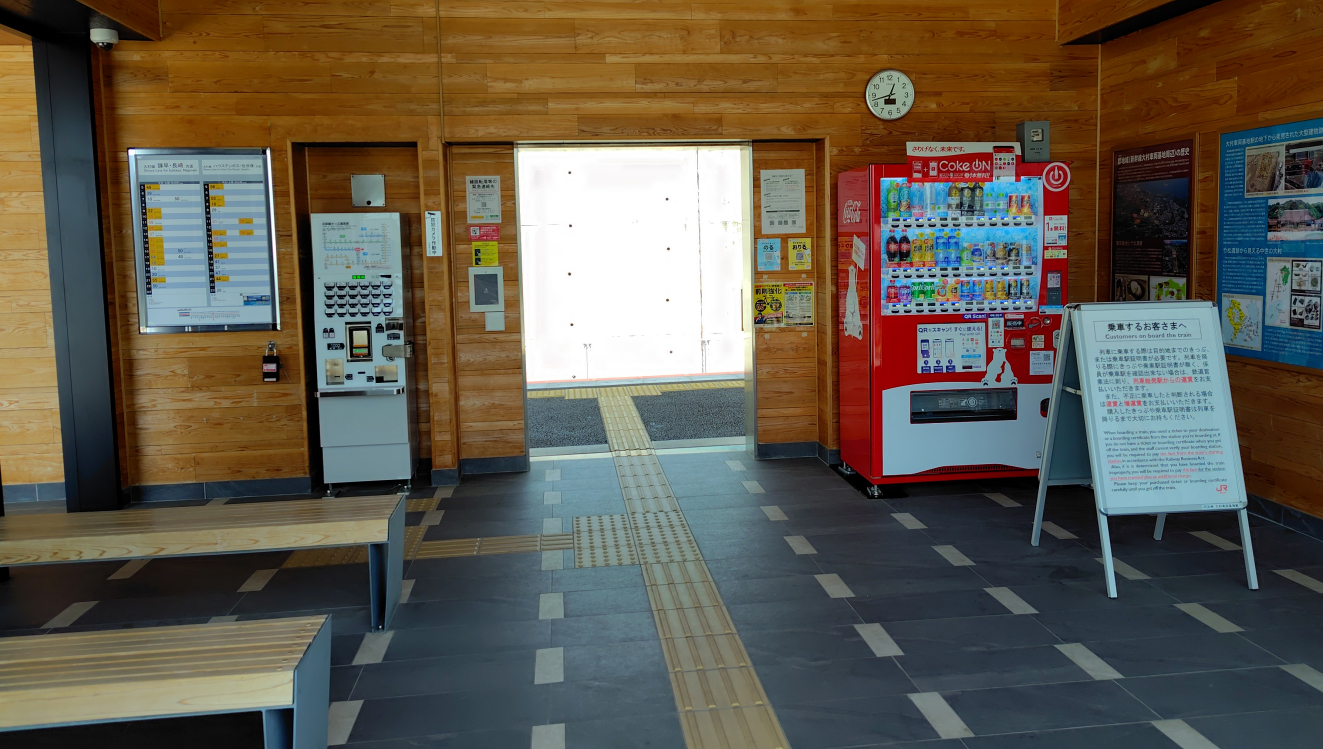
待合室（2025年5月）

### のりば
| のりば | 路線    | 方向 | 行先             |
| ------ | ------- | ---- | ---------------- |
| 1      | ■大村線 | 下り | 諫早・長崎方面   |
| 1      | ■大村線 | 上り | 早岐・佐世保方面 |

## 駅周辺
交通
- 国道34号

施設，名所
- 熊本総合車両所大村車両管理室（大村車両基地）
- 長崎県立ろう学校
- 長崎県立虹の原特別支援学校
- 大村市立郡中学校
- 大村市総合運動公園
- 県央地域広域市町村圏組合消防本部 大村消防署 宮小路分署
- 大村警察署宮小路交番
- 昊天宮
- ドラッグコスモス宮小路店

## バス路線
長崎県交通局（長崎県営バス）の大村車両基地駅バス停が設置されている。以下の路線が停車する。
- NL：北部循環線（左まわり／黒丸入口・試験場・市民病院経由新大村駅方面）[8]
- NR：北部循環線（右まわり／小路口本町経由新大村駅方面）[8]
- 1：野岳・竹松線（竹松駅・市民病院・大村ターミナル・大村市役所・長崎医療センター・向木場入口方面／野岳入口・野岳湖方面）
- 2：野岳・富の原線（黒丸入口・試験場・市民病院・大村ターミナル方面／野岳入口方面）

この他、付近には長崎県交通局（長崎県営バス）の立花バス停があり、上記の当駅発着のバス路線が停車するほか、以下のバス路線が停車する。
- 11：大村・諫早線（大村ターミナル・大村市役所・長崎医療センター・岩松駅・諫早駅方面／野岳入口・餅ノ浜方面）
- S：高速シャトルバス（大村 - 長崎駅間） - 長崎駅行きは乗車のみ、大村方面行きは降車のみ。

## 隣の駅
九州旅客鉄道（JR九州）
■大村線
■快速「シーサイドライナー」（長崎行きの1本のみ停車）
彼杵駅 → 大村車両基地駅 → 竹松駅
■区間快速「シーサイドライナー」、■普通
松原駅 - 大村車両基地駅 - 竹松駅